# انتشار راديوي

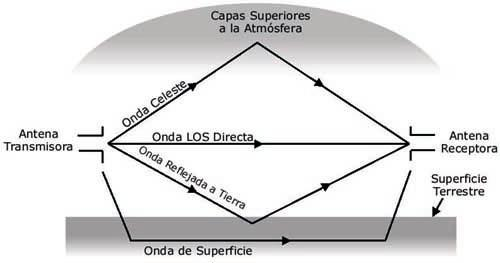

الانتشار الراديوي هو سلوك الموجات الراديوية أثناء انتقالها أو انتشارها من نقطة إلى أخرى أو إلى أجزاء مختلفة من الغلاف الجوي. باعتبارها شكل من أشكال الإشعاع الكهرومغناطيسي، مثل الموجات الضوئية، تتأثر الموجات الراديوية بظواهر الانعكاس والانكسار والحيود والامتصاص والاستقطاب والتبعثر. يتضمن فهم تأثيرات الظروف المختلفة على الانتشار الراديوي العديد من التطبيقات العملية، ابتداءً من اختيار الترددات لمحطات البث على الموجات القصيرة الدولية، إلى تصميم أنظمة هواتف محمولة موثوقة، إلى الملاحة الراديوية، إلى تشغيل أنظمة الرادار.
تُستخدم عدة أنواع مختلفة من الانتشار في أنظمة الإرسال الراديوي العملية. يشير انتشار خط البصر إلى الموجات الراديوية التي تنتقل في خط مستقيم من هوائي الإرسال إلى هوائي الاستقبال. يُستخدم الإرسال على خط البصر للإرسال اللاسلكي متوسط المدى مثل الهواتف الخليوية والهواتف اللاسلكية وأجهزة الاتصال اللاسلكية والشبكات اللاسلكية وإذاعة إف إم والبث التلفزيوني والرادار والاتصالات عبر الأقمار الصناعية، مثل التلفاز الفضائي. يقتصر إرسال خط البصر على سطح الأرض على المسافة إلى الأفق المرئي، الذي يعتمد على ارتفاع هوائيات الإرسال والاستقبال. وهي طريقة الانتشار الوحيدة الممكنة عند ترددات الموجات الميكروية وما فوق. عند ترددات الموجات الميكروية، يمكن أن تؤدي الرطوبة في الغلاف الجوي (تلاشي المطر) إلى تدهور جودة الإرسال.
عند الترددات المنخفضة في نطاقات التردد المتوسط والتردد المنخفض والتردد المنخفض جدًا، بسبب الموجات الراديوية المنحرفة التي يمكن أن تنحني فوق عوائق مثل التلال، وتنتقل إلى ما وراء الأفق كموجات سطحية تتبع محيط الأرض. تسمى هذه بالموجات الأرضية. تستخدم محطات البث إيه إم موجات أرضية لتغطية مناطق الاستماع الخاصة بها. مع انخفاض التردد، ينخفض التوهين بالمسافة، لذا يمكن استخدام الموجات الأرضية ذات التردد المنخفض جدًا (في إل إف) والتردد البالغ الانخفاض (إي إل إف) من أجل التواصل في جميع أنحاء العالم. يمكن أن تخترق موجات في إل إف وإي إل إف مسافات كبيرة عبر الماء والأرض، وتُستخدم هذه الترددات في الاتصالات المتعلقة بالألغام والاتصالات العسكرية مع الغواصات المغمورة بالمياه.
عند ترددات الموجات المتوسطة والموجات القصيرة (نطاقات الترددات المتوسطة والمنخفضة)، يمكن أن تنكسر الموجات الراديوية من طبقة جسيمات مشحونة (أيونات) عالية في الغلاف الجوي تسمى الغلاف الأيوني. وهذا يعني أن الموجات الراديوية المرسلة بزاوية في السماء يمكن أن تنعكس إلى الأرض بعد الأفق، على مسافات كبيرة، حتى مسافات عبر القارات. وهذا ما يسمى بانتشار الموجات الراديوية السماوية. تُستخدم من قبل مشغلي الراديو الهواة للتحدث إلى دول أخرى، ومحطات البث على الموجات القصيرة التي تُبث دوليًا. إن انتشار الموجة الراديوية السماوية متغير، يعتمد على الظروف في الغلاف الجوي العلوي؛ وهو أكثر موثوقية في الليل وخلال الشتاء. نظرًا لعدم موثوقيتها، منذ ظهور الأقمار الصناعية للاتصالات في الستينيات من القرن العشرين، فإن العديد من احتياجات الاتصالات بعيدة المدى التي كانت تستخدم سابقًا الموجات السماوية تستخدم الآن الأقمار الصناعية.
بالإضافة إلى ذلك، هناك العديد من آليات الانتشار الراديوي الأقل شيوعًا، مثل الانتثار التروبوسفيري وموجة سماوية شبه عمودية الورود (إن في آي إس) التي تُستخدم في أنظمة الاتصالات المتخصصة.

## الآثار العملية
يمكن للشخص العادي أن يلاحظ آثار التغيرات في الانتشار الراديوي بعدة طرق.
في إذاعة إيه إم، تقود التغيرات المثيرة في الغلاف الأيوني التي تحدث ليلًا في نطاق الموجات المتوسطة إلى نظام بث مرخص فريد، مع مستويات خرج طاقة المرسل المختلفة تمامًا وأنماط الهوائي الاتجاهي للتعامل مع انتشار الموجة السماوية في الليل. يُسمح لعدد قليل من المحطات بالعمل دون تعديلات خلال ساعات الظلام، وعادةً ما تُشغل فقط تلك المحطات على قنوات واضحة في أمريكا الشمالية. العديد من المحطات ليس لديها إذن للتشغيل على الإطلاق خارج ساعات النهار. وإلا لن يكون هناك سوى تداخل على نطاقات البث بأكملها من الغسق إلى الفجر من دون التعديلات.
بالنسبة لإذاعة إف إم (وعدد قليل من محطات التلفزيون منخفضة النطاق المتبقية)، يكون الطقس هو السبب الرئيسي للتغييرات في انتشار الموجات ذات الترددات العالية جدًا (في إتش إف)، إلى جانب بعض التغييرات اليومية عندما تكون السماء في الغالب بدون غطاء سحابي. تكون هذه التغيرات أكثر وضوحًا أثناء تقلبات درجة الحرارة، كما في ساعات الليل المتأخرة وفي ساعات الصباح الباكر عندما تكون السماء صافية، ما يسمح للأرض والهواء القريب منها بأن تبرد بسرعة أكبر. لا تتسبب هذه التغيرات في الندى أو الصقيع أو الضباب فحسب، بل تتسبب أيضًا في «سَحب» طفيف للجزء السفلي من موجات الراديو، ما يؤدي إلى انحناء الإشارات إلى أسفل بحيث يمكنها تتبع انحناء الأرض فوق الأفق الراديوي العادي. وتكون النتيجة عادةً سماع العديد من المحطات من السوق الإعلامي — وهي عادةً محطة مجاورة، ولكنها أحيانًا تكون محطات على بعد بضع مئات من الكيلومترات. كما أن العواصف الثلجية هي نتيجة للانعكاسات، ولكنها تسبب عادةً انتشار أكثر تشتتًا في كل الاتجاهات، ما يؤدي بشكلٍ رئيسي إلى التداخل غالبًا بين محطات راديو الطقس. في أواخر الربيع وأوائل الصيف، يمكن أن تسبب مجموعة من العوامل الجوية الأخرى في بعض الأحيان قفزات تنقل إشارات عالية الطاقة إلى أماكن تبعد أكثر من 1000 كم.
تتأثر أيضًا الإشارات غير الإذاعية. توجد إشارات الهاتف المحمول في نطاق الموجات ذات التردد فوق العالي (يو إتش إف)، والتي تتراوح من 700 إلى أكثر من 2600 ميغاهيرتز، وهو النطاق الذي يجعلها أكثر عرضة للتغيرات التي يسببها الطقس. في المناطق الحضرية (وإلى حدٍ ما في الضواحي) ذات الكثافة السكانية العالية، يُعوض ذلك جزئيًا عن طريق استخدام خلايا أصغر، والتي تستخدم طاقة إشعاع أقل فعالية وتميل الشعاع لتقليل التداخل، وبالتالي زيادة تكرار التردد وقدرة المستخدم. ومع ذلك، بما أن هذا لن يكون فعالًا من حيث التكلفة في المناطق الريفية، فإن هذه الخلايا تكون أكبر وبالتالي من المرجح أن تسبب تداخلًا على مسافات أطول عندما تسمح ظروف الانتشار.
في حين أن هذا الأمر يكون واضحًا بشكلٍ عام للمستخدم بفضل الطريقة التي تتعامل بها الشبكات الخلوية مع عمليات التسليم من خلية إلى أخرى، عندما يتعلق الأمر بالإشارات العابرة للحدود، فقد تُفرض رسوم غير متوقعة للتجوال الدولي على الرغم من عدم مغادرتها للبلد على الإطلاق. يحدث هذا غالبًا بين جنوب سان دييغو وشمال تيخوانا في الطرف الغربي من الحدود الأمريكية المكسيكية، وبين شرق ديترويت وغرب وندسور على طول الحدود الكندية الأمريكية. نظرًا لأن الإشارات يمكن أن تنتقل دون عوائق فوق مسطح مائي أكبر بكثير من نهر ديترويت، وتسبب درجات حرارة الماء البارد أيضًا انعكاسات في الهواء السطحي، فإن هذا «التجوال الهامشي» يحدث أحيانًا عبر البحيرات العظمى، وبين الجزر في منطقة البحر الكاريبي. يمكن أن تتخطى الإشارات جمهورية الدومينيكان إلى جانب الجبل في بورتوريكو والعكس، أو بين الولايات المتحدة وجزر العذراء البريطانية، من بين دول أخرى. بينما غالبًا ما يُلغى التجوال غير المقصود عبر الحدود تلقائيًا بواسطة أنظمة فوترة شركة الهاتف المحمول، إلا أن التجوال بين الجزر لا يحدث عادةً.